# Jollmands Gård
Jollmands Gård er en gammel alsisk Kroggård fra 1790, beliggende midt i landsbyen Holm på den nordligste del af øen Als. Gården er en af de sidste tilbageværende kroggårde i Danmark. Navnet kroggård skyldes formen på gården, der minder om en krog (fiskekrog). Gården har de sidste 200 år været i slægten Jollmands eje og var senest beboet af to ugifte søskende, hvoraf den længstlevende, Peter Jollmand, solgte jorden fra i 1997 og oprettede fonden “Jollmand’s Gård” med det formål at sikre gårdens oprindelige bygninger gennem fredning og med henblik på at etablere et landbrugsmuseum. Jollmands Gaard er den ældste gård i Holm. Gården og slægten kan føres tilbage til 1700-tallet. Af kirkebogen fra 1651, fremgår det at ”3. påskedag om onsdagen begravet Store Kristen af Holm 96 år gammel”. Derefter kan man i kirkebogen se at gården gik i arv fra far til søn i 10 generationer.
Ved Peter Jollmands død i oktober 1999 var stedet forfaldent og i akut behov for istandsættelse. Fonden skal sikre driften af stedet, men restaureringen er finansieret af andre fonde. En støtteforening bestående af en gruppe aktive lokalhistorisk interesserede har stået for det omfattende praktiske arbejde med oprydningen og vedligeholdelse og holder stedet åbent for offentligheden.
I forbindelse med renoveringen og istandsættelsen af Jollmands gård, blev der i 2004 fundet kulturlag og stolpehuller fra en ældre gård fra det 13. århundrede på stedet. Gården er et sjældent eksempel på en gård, der har ligget på nøjagtig samme sted i flere hundrede år, ligesom den ældste gård også synes at respektere den yngre gårds dimensioner.

## Gårdens indretning
Den i juni 2001 fredede Jollmands Gård er et eksempel på den alsiske byggestil omkring år 1800. Stuehuset er bygget sammen med stalden. I øst krummer laderne sig sammen om en lille gårdsplads. I 1700-tallet var gården i bindingsværk. Det er gårdens lader stadig. Omkring 1800 blev sydsiden muret op med mursten.Gården er bygget i den typiske slesvigske gårdform, som kun findes i Sønderjylland (dvs. i både Nord- og Sydslesvig). Hovedlængden har både bolig og stald, adskilt af en gang eller en port. Gården har ingen egentlig gårdsplads. Hovedindgangen vender mod vejen. Prydhaven ligger foran gården, mens køkkenhaven ligger bag gården. Ældst er stuehuset mod øst, der tydelig viser de alsiske boligtraditioner, som de kendes fra 1600-tallet og frem til 1900-tallet. Køkkenet har en tidlig form for "komfur", hvor der fyres ind under gryderne gennem en særlig indfyringsåbning. Fra køkkenets ildsted fyres også ind i bilæggerovnen i " e dørns" - husets opholdsstue, som har tre indbyggede alkover.. Bag køkkenet er der et spisekammer og et øl-kammer, hvor mælk og øl blev opbevaret. Den store stue længst mod øst er husets piesel, (e gooistuu) den fine stue, hvor festlige begivenheder blev fejret. Mellem stuehuset og stalden ligger bryggerset, der med sit store ovnkompleks over to fag rummer både bageovn, gruekedel, ildbænk og indfyring til maltkølle på loftet. Ved siden af bryggerset ligger ko og hestestalden. Kostaldens pigstensbrolagte gulv er bevaret. Mellem kostalden og hestestalden ligger foderloen. Hestestalden har haft plads til seks heste samt føl. I hestestaldens nordvestlige hjørne er der seletøjskammer og karlekammer med en dobbeltalkove,

## Restaureringen
Da en lokal landmand købte jorden tæt ved den forfaldne Jollmands Gård, var der allerede frivillige aktiviteter omkring gården. Den daværende Nordborg Kommune var positive overfor idéen om at redde den egnstypiske "kroggaard". 2001 fik den daværende Kulturarvsstyrelsen øjnene op for Jollmands Gård, der kort efter blev fredet. Fredningen førte til økonomisk støtte, men var også en udfordring for de lokale aktivister, der måtte søge hjælp hos professionelle arkitekter og håndværkere til det meste af restaureringsarbejdet, så bygningernes vigtige bevaringsværdier ikke gik tabt. Derefter gik de interesserede i gang med at organisere sig i en støtteforening og den 27. august 2002 starter håndværkerne med selve restaureringsarbejdet. I foråret 2011, efter 8 år med genopbygning, står gården nu færdig som den har set ud i 1790. Der fortsættes med at etablere udenoms arealer m.m. Etablering af udenoms arealerne. 2016 bliver Værksted og maskinhus bygget. 2016 vender maskiner, vogne og redskaber hjem fra fjernlagrene og istandsættes. Fra 2017 til 2018 genopføres det gamle bagehus som indrettes til et møde og formidlingssal. 

## Galleri
- Vognport
- Hjulmagerværksted
- Dørns
- Væverum
- Spindekone i folkedragt fra Holm
- Køkkenet
- Kogning af klejnere
- Hestestalden